# Newport (pays de Galles)
Casnewydd
Pour les articles homonymes, voir Newport.
Newport (prononcé /ˈnjuːpɔː(ɹ)t/ en anglais), ou Casnewydd (prononcé /kasˈnɛwɨð/ en gallois), officiellement la cité de Newport (City of Newport en anglais) et de Casnewydd (Dinas Casnewydd en gallois), est une zone principale du pays de Galles, au Royaume-Uni.
Située dans le sud-est du pays de Galles, elle est limitrophe de la cité et comté de Cardiff, capitale de la nation constitutive. Newport s’étend sur 190,52 km2 (données de 2011) et, selon le recensement de 2021, elle admet environ 160 000 habitants, appelés les Newportoniens. Son agglomération (en), qui inclut notamment les villes de Cwmbran, de Pontypool (Torfaen), et de Blackwood (Caerphilly), en plus de celle de Newport, comprend plus de 300 000 habitants sur une superficie totale de 84,22 km2.
Initialement administrée par un conseil de borough de comté à partir de 1889, Newport est rattachée à des fins administratives au comté de Monmouth, lui-même cité parmi les divisions d’Angleterre jusqu’en 1974. Au sens d’une loi de 1972, un district est formé autour de Newport, élargie à des territoires comprenant Caerleon, Magor ou encore Saint Mellons (en) ; il obtient le statut de borough dès son érection. Cependant, à la suite de la réforme du gouvernement local de 1996, le district est aboli au profit d’une zone principale admettant les mêmes frontières et prenant la forme d’un borough de comté. Son assemblée, initialement connue comme le conseil de borough de comté de Newport, devient celui de la cité de Newport lorsque ce statut lui est octroyé en 2002. Celui-ci est dirigé par la travailliste Jane Mudd à partir de 2019.
Newport a un campus d'environ 10 000 étudiants. La ville est célèbre pour ses ponts et sa vie nocturne animée. Elle devient très prospère avec beaucoup de modernisations et un taux d'emploi élevé, particulièrement dans l'industrie d'électronique de pointe. Newport a un passé industriel, impliquant en particulier la fabrication de l'acier.
Traversée par l’Usk, la ville abrite les ruines du château romain de Caerleon. Elle accueille le 4 et 5 septembre 2014 le Sommet de l'OTAN dans le Celtic Manor Resort.

## Administration
Le borough de comté de Newport est divisé en 29 communautés :
- Allt-yr-ynn
- Alway
- Beechwood
- Bettws / Betws
- Bishton / Trefesgob
- Caerleon / Caerllion
- Coedkernew / Coedcernyw
- Gaer / Y Gaer
- Goldcliff / Allteuryn
- Graig
- Langstone
- Llanvaches / Llanfaches
- Llanwern
- Lliswerry / Llyswyry
- Malpas
- Marshfield / Maerun
- Michaelston-y-Fedw / Llanfihangel-y-fedw
- Nash / Trefonnen
- Penhow / Pen-hŵ
- Pillgwenlly / Pilgwenlli
- Redwick / Y Redwig
- Ringland
- Rogerstone / Tŷ-du
- St Julians / Sain Silian
- Shaftesbury
- Stow Hill
- Tredegar Park / Parc Tredegyr
- Victoria
- Wentlooge / Gwynllŵg

## Transports
- Gare de Newport

## Sport
Newport est aussi connue pour ses équipes de rugby : Newport Gwent Dragons, une franchise basée dans le Gwent, évoluant en Pro14, et Newport RFC, l'équipe de la ville qui évolue en championnat du pays de Galles de rugby à XV.
L'équipe supérieure du football de Newport est Newport County AFC. Le club a évolué pendant de nombreuses années à un niveau élevé dans la ligue anglaise professionnelle de football, et a atteint les quarts de finale de la Coupe d'Europe des vainqueurs de coupe, en 1981. L'équipe évolue maintenant en League Two (4e échelon du Championnat d'Angleterre de football).
Newport a accueilli la Ryder Cup 2010.

## Jumelage
- Koutaïssi (Géorgie)
- Heidenheim an der Brenz (Allemagne)

## Personnalités liées à la commune
- Amelia Helen Womack, écologiste et femme politique est native de la commune

### Sources
1. ↑  « Newport (Newport) Built-up area: Local Area Report », sur le site de Nominis (données du recensement de 2011) [lire en ligne].